# Walkin'
Walkin' è un album del trombettista jazz Miles Davis dalla Prestige Records nel 1957.

## Il disco
Accreditato a "Miles Davis All Stars", l'album è sostanzialmente una riedizione di due long playing a 10 pollici pubblicati in precedenza, Miles Davis All Star Sextet e Miles Davis Quintet entrambi usciti nel 1954, con l'aggiunta dell'inedito Love Me or Leave Me. Le registrazioni furono effettuate entrambe nell'aprile di quell'anno nello studio del tecnico del suono Rudy Van Gelder che tre anni dopo curò anche la rimasterizzazione delle tracce per la loro inclusione nel nuovo disco a 12 pollici.
La seduta del 3 aprile fu una delle molte realizzate da Davis in quel periodo con il pianista Horace Silver. Nell'occasione la sezione ritmica era quella del Modern Jazz Quartet con Percy Heath e Kenny Clarke e al sassofono contralto suonò David Schildkraut. Oltre a Solar e You Don't Know What Love Is furono registrate Love Me or Leave Me e I'll Remember April, presente nell'originale 10 pollici, ma poi dirottata nell'album a 12 pollici Blue Haze del 1956.
Pochi giorni dopo, il 29 aprile, furono incisi i due lunghi blues Walkin', che divenne uno dei cavalli di battaglia di Davis e fu scelta per dare il titolo al disco, e Blue 'n' Boogie di Dizzy Gillespie, con una formazione simile che comprendeva però J. J. Johnson al trombone e Lucky Thomson al sassofono tenore al posto di Shildkraut.
La title track, un blues con una originale introduzione, fu accreditata a Miles Davis nel disco a 10 pollici originale Miles Davis All Star Sextet. Il compositore era in realtà Richard Carpenter, il cui nome fu correttamente indicato in seguito. Carpenter aveva ripreso il tema dal brano Gravy di Gene Ammons. Inoltre Davis aveva già utilizzato lo stesso tema per Weirdo incisa poche settimane prima per la Blue Note Records e inclusa nel disco Miles Davis Vol. 3. Erroneamente attribuita è anche Solar, una composizione di Chuck Wayne che la scrisse con il titolo Sonny dal nome di Sonny Berman, all'epoca prima tromba dell'orchestra di Woody Herman.
Con Walkin' la Prestige proseguì la pubblicazione di album a 12 pollici che contenevano materiale rimasterizato da Rudy Van Gelder precedentemente incluso in dischi a 10 pollici, spesso con l'aggiunta di brani inediti o versioni alternative di brani già editi. L'album rimase nel catalogo Prestige a lungo per essere poi ristampato in versione stereo e quindi su CD rimasterizzato digitalmente.

## Tracce
Lato A
1. Walkin' - (Richard Carpenter) - 13:24
2. Blue 'n' Boogie - (Dizzy Gillespie, Frank Paparelli) - 8:15

- Registrate il 29 aprile 1954, Rudy Van Gelder Studio, Hackensack, New Jersey

Lato B
1. Solar - (Miles Davis) - 4:45
2. You Don't Know What Love Is - (Gene DePaul, Don Raye) - 4:24
3. Love Me or Leave Me - (Walter Donaldson, Gus Kahn) - 6:54

- Registrate il 3 aprile 1954, Rudy Van Gelder Studio

## Formazione
- Miles Davis - tromba
- Lucky Thompson - sassofono tenore (lato A)
- J.J. Johnson - trombone (lato A)
- David Schildkraut - sassofono contralto (lato B)
- Horace Silver - pianoforte
- Percy Heath - contrabbasso
- Kenny Clarke - batteria

## Edizioni
- 1957 – LP, Prestige Records PRLP 7076
- 1968 – LP, Prestige Records PRLP 7608, riedizione stereo con copertina diversa
- 1987 – CD, Original Jazz Classics Fantasy Records OJCCD-213-2, edizione rimasterizzata
- 2006 – CD, Prestige Records Concord Music Group PRCD-30008-2, edizione rimasterizzata digitalmente da Rudy Van Gelder
- 2009 – All Miles - The Prestige Albums, CD (x14), Universal Classics & Jazz 0600753217566, Italia, cofanetto che contiene la versione rimasterizzata del 1987
- 2010 – All Miles - The Prestige Albums, CD (x14), Universal Classics & Jazz 0600753315729, Italia, cofanetto che contiene la versione rimasterizzata del 1987

### Singoli e altri album
Long playing 33 giri 10"
- 1954 – Miles Davis All Star Sextet, LP 10", Prestige Records PRLP 182
- 1954 – Miles Davis Quintet, LP 10", Prestige Records PRLP 185

45 giri
- 1960 – Miles Davis, Walkin' Pt. 1 & 2, 45gg, Prestige Records 45-157[6]
- 1965 – Miles Davis, You Don't Know What Love Is / That Old Devil Moon, 45gg, Prestige Records 45-376

Extended play 45 giri
- Miles Davis, Miles Davis, 45gg, Prestige Records PREP 1357
- Miles Davis, Miles Davis All Stars, 45gg, Prestige Records PREP 1358